# 敗犬
敗犬（日语：／ Makeinu）源自日語，意指狼狽的失敗者，引申意義為「年過三十未婚的女性」。

## 起源
根據《廣辭苑》（日本最有名的日文辭典之一）中記載敗犬一詞含意為：「鬥爭中失敗的狗。引申為在競爭中失敗退場的輸家」（けんかに負けて、しっぽを巻いて逃げる犬。競争に敗れてすごすごと引き下がる人にたとえる。）
2003年，日本作家酒井順子出版了《敗犬的遠吠》一書，內容提到：「美麗又能幹的女人，只要過了30歲還是單身而且沒有子嗣，就是一隻敗犬」，書中作者以（翻成中文即「敗犬」）自嘲，認為自己（大齡單身女性）好像是喪家之犬一樣，遭人排擠。由於此書出版後熱賣，使得“敗犬的遠吠”（負け犬の遠吠え）這個詞彙大大曝光，成為2004年日本流行語大賞。

## 分歧延伸
在中文ACG语境中，败犬也被指在恋爱题材作品中，争夺不了男主角或不肯承认争夺失败的女性角色。

## 相關作品
- 《敗犬女王》，2009年台灣三立電視所拍攝的一部偶像劇，內容描述年過30的女記者單無雙追求幸福的過程。
- 《敗北女角太多了！》，日本轻小说作品系列，以男主角与被称为“敗北女角”的女主角们相处的恋爱喜剧故事，其中简体中文的译名为“败犬女主太多了！”。